# AnnMari Jansson
Eva AnnMari Jansson de soltera Olausson (1934-2007) fue una científica sueca especializada en ecología de sistemas. Se la recuerda por estudiar la interacción entre la ecología y la economía, contribuyendo a las primeras investigaciones sobre economía ecológica . Junto con su marido sv, realizó investigaciones en el Laboratorio Askö sobre la fauna del Mar Báltico, especialmente en el Cinturón de Cladophora. Bajo la influencia del investigador estadounidense Howard T. Odum, centró cada vez más su atención en la ecología, examinando la interacción entre las diferentes especies y el medio ambiente. En 1988, ayudó a establecer la Sociedad Internacional de Economía Ecológica, editando su revista Ecoological Economics desde 1989 y organizando la reunión de la sociedad en Estocolmo en 1992. En 1990, fue nombrada directora del centro de investigación de fuentes naturales y medio ambiente de la Universidad de Estocolmo, y se convirtió en profesora de ecología de sistemas en 1999.   

## Primeros años, educación y familia.
Nacida en Estocolmo el 27 de agosto de 1934, Eva AnnMari Olausson era hija de Sven Olausson y su esposa Eva, de soltera Pettersson. Después de obtener su certificado de finalización de estudios en 1953, comenzó a estudiar biología en la Universidad de Estocolmo, centrándose cada vez más en la zoología con una tesis de licenciatura sobre las palomas. En 1958 se casó con su compañero de universidad Bengt-Owe Jansson con quien tuvo tres hijos: Eva (1964), Olof (1966) y Per (1967). En 1974, obtuvo un doctorado. en relación con su tesis sobre Estructura comunitaria, modelado y simulación del ecosistema Cladophora en el Mar Báltico .  

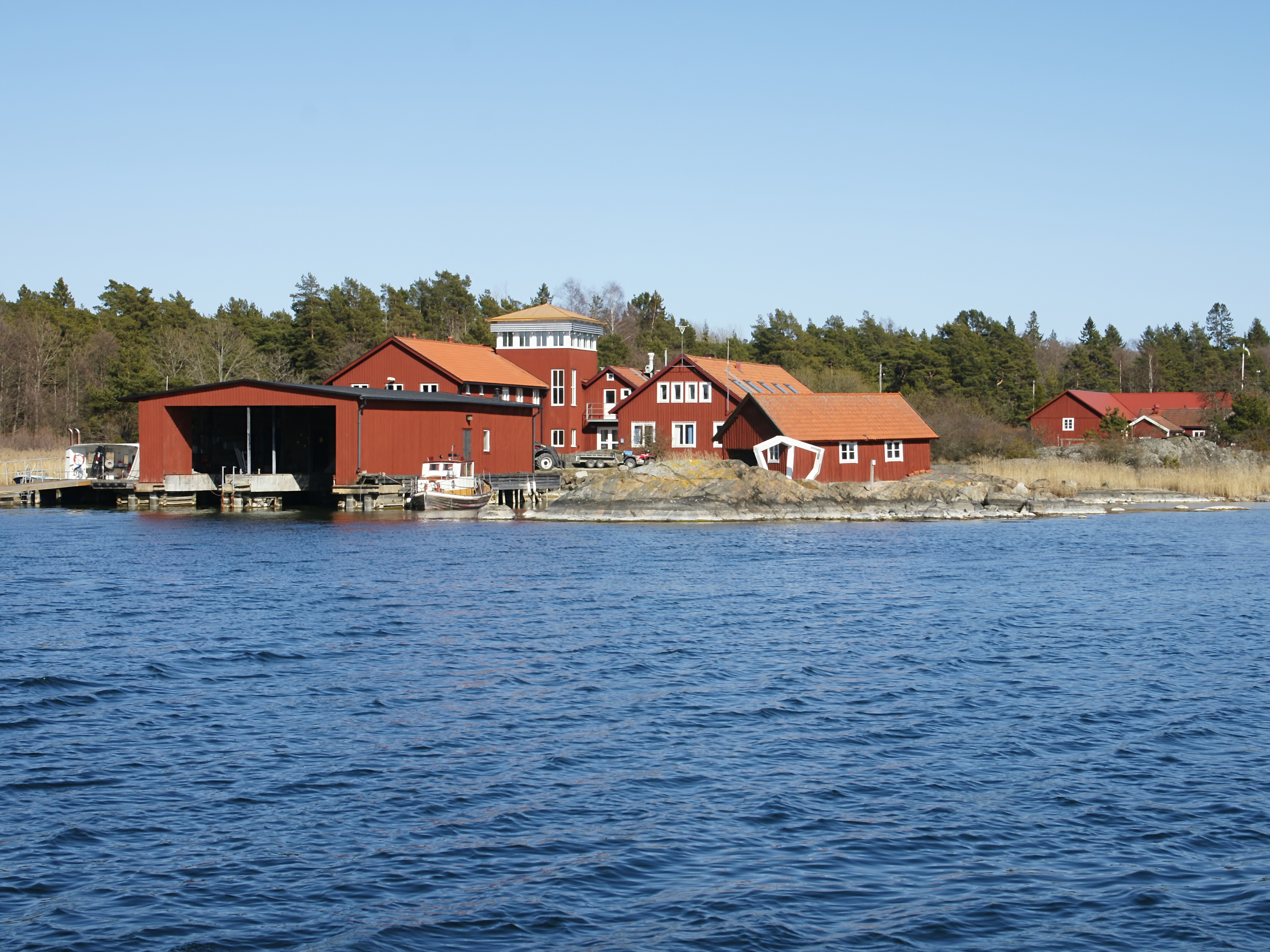
El laboratorio de Askö

## Carrera
Influenciada por su marido, que se dedicó a los estudios marinos, decidió adoptar sus intereses. En 1961, la pareja estableció el Laboratorio Askö de la Universidad de Estocolmo en el archipiélago de Estocolmo, donde intentaron obtener una mejor comprensión del ecosistema del Mar Báltico . AnnMari Jansson se concentró en la ecología del cinturón de Cladophora, llamado así por el alga verde Cladophora que se encuentra en las costas rocosas de la zona.  Continuó analizando las diferentes especies y su interacción con su entorno. Este trabajo se basó en los modelos presentados por el ecologista estadounidense Howard T. Odum que visitó el laboratorio en 1970. A finales de los años 1970 y principios de los años 1980, fomentó la colaboración en materia de medio ambiente entre ecologistas y economistas. En 1982, junto con el economista Karl-Göran Mäler, invitó a ecologistas y economistas a un simposio en Saltsjöbaden sobre "Integración de ecología y economía", que finalmente condujo a la investigación sobre economía ecológica. En 1988, ayudó a establecer la Sociedad Internacional de Economía Ecológica. Se convirtió en una de las editoras de la revista Ecoological Economics de la organización. En 1992, fue anfitriona de la reunión de la sociedad en Estocolmo y en 1996 fue honrada con el premio Kenneth E. Boulding Memorial de la sociedad. Jansson fue nombrado por la Universidad de Estocolmo en 1990 director de su recién creado centro de investigación sobre recursos naturales y medio ambiente. En 1995 fue ascendida a profesora asistente y en 1999 a profesora de ecosistemas. AnnMari Jansson murió el 13 de enero de 2007. 